# Mark Warburton
Mark Warburton (ur. 6 września 1962 w Londynie) – angielski trener oraz piłkarz występujący na pozycji obrońcy. Wychowanek Leicester City.

## Sukcesy

### Enfield
- FA Trophy: 1981/1982
- Football Conference:1982/1983

### Brentford
- Football League One awans:2013/2014

### Rangers F.C.
- Scottish Championship awans: 2015/2016
- Scottish Challenge Cup: 2016
- Puchar Szkocji w piłce nożnej: finał 2016